# The Railroader
The Railroader er en amerikansk stumfilm fra 1919 af Colin Campbell.

## Medvirkende
- George Fawcett som Caleb Conover
- Virginia True Boardman som Letty Conover
- Frank Elliott som Gerald Conover
- Velma Whitman som Blanche Conover
- Tom Santschi som Clive Standish